# Historia (canal de televisión)
Historia es un canal de televisión por suscripción español, filial local de la cadena norteamericana History. Fue lanzada en 1998 con el nombre de Canal de Historia y comparte señal con Portugal, con una pista de audio adicional en portugués europeo.
El canal se centra en la emisión de documentales de carácter histórico. Su programación está basada en eventos históricos, misterios, recreaciones y entrevistas a testigos, frecuentemente con observaciones y explicaciones a cargo de historiadores de épocas antiguas, modernas y contemporáneas.
AMC lanzó la señal en alta definición del canal en 4 de noviembre de 2014 en el proveedor de televisión ONO. Unos días después, el 7 de noviembre de 2014 el canal se incorporó a otros operadores como Telecable y R.